# Enicospilus dubitator
Enicospilus dubitator là một loài tò vò trong họ Ichneumonidae.